# 当普勒
当普勒（法語：Dampleux，法語發音：[dɑ̃plø]）是法国上法兰西大区埃纳省的一个市镇，属于苏瓦松区。

## 地理
当普勒（49°14'36"N, 3°9'15"E）面积8.19 平方千米，位于法国上法蘭西大區埃纳省，该省份为法国北部内陆省份，北起北部省，西接索姆省和瓦兹省，东临阿登省和马恩省，西南至塞纳-马恩省，东北部与比利时接壤。
与当普勒接壤的市镇（或旧市镇、城区）包括：法沃罗勒、弗勒里、瓦卢瓦地区瓦尼、维莱科特雷。

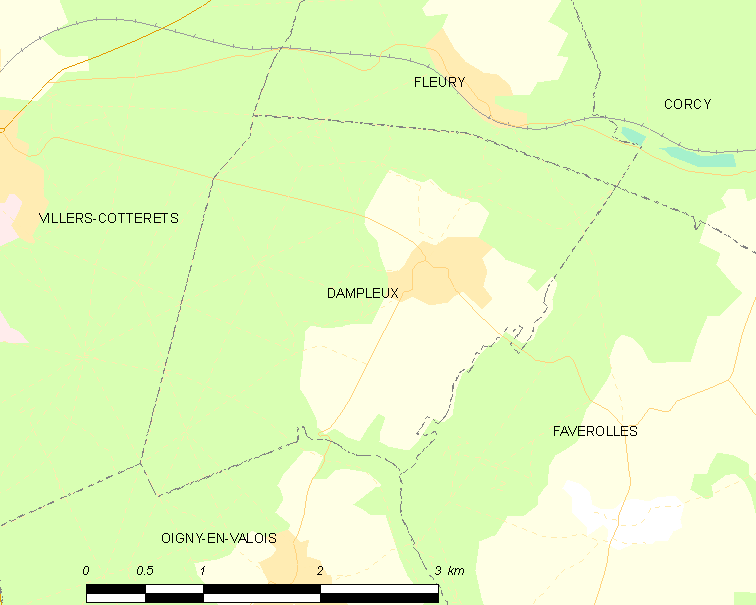
当普勒的OSM定位图

当普勒的时区为UTC+01:00、UTC+02:00（夏令时）。

## 行政
当普勒的邮政编码为02600，INSEE市镇编码为02259。

## 政治
当普勒所属的省级选区为维莱科特雷县。

## 人口

1962-2008年间当普勒人口变化图示

当普勒于2022年1月1日时的人口数量为378人。